# Шчап, Иван
Иван Шчап (словен. Ivan Ščap, родился 3 декабря 1955 в Есенице) — словенский хоккеист, защитник.

## Биография
Известен по многолетним выступлениям за «Акрони Есенице». За сборную Югославии выступал на зимних Олимпийских играх 1976 года (6 игр, 8 штрафных минут), чемпионате мира в группе C 1979 года (7 игр, 2 гола, 2 голевые передачи и 4 штрафные минуты) и на зимней Олимпиаде 1984 года (одна шайба в ворота сборной СССР, одна голевая передача и 4 штрафные минуты). Введён в Словенский хоккейный зал славы в 2012 году.